# チャールズ・グラハム (第3代プレストン子爵)
第3代プレストン子爵チャールズ・グラハム（英語: Charles Graham, 3rd Viscount Preston、1706年3月25日 – 1739年2月23日）は、スコットランド貴族。

## 生涯
第2代プレストン子爵エドワード・グラハムとメアリー・ドルトン（Mary Dalton、1757年9月1日以降没、サー・マーマデューク・ドルトンの娘）の息子として、1706年3月25日に生まれた。1710年に父が死去すると、プレストン子爵の爵位を継承した。
アン・コックス（Anne Cox、1745年2月11日没、トマス・コックスの娘）と結婚したが、2人の間に子供はいなかった。
1739年2月23日に死去、子供がおらずプレストン子爵の爵位は断絶した。一方、（エスクの）準男爵位は親族のウィリアム・グラハムが継承した。死後、ナンニントンに埋葬された。